# Kasteel van Castillon
Het Kasteel van Castillon (Frans: Château de Castillon) is een kasteel in de Franse gemeente Arengosse.